# Randy Singh
Randeep Singh, mais conhecido como Randy Singh, é um engenheiro britânico de Fórmula 1 que atualmente ocupa o cargo de diretor de corrida da equipe de Fórmula 1 da McLaren.

## Carreira
Singh depois de se formar na Universidade de Oxford conseguiu um estágio na Williams Racing como engenheiro de estratégia para a temporada de Fórmula 1 de 2008. Ele então decidiu se afastar do automobilismo e se tornou consultor da Stroud Consulting e da KMPG.
Singh retornou ao automobilismo em 2013 como engenheiro de estratégia de pista da Williams, onde contribuiu para as tomadas de decisões no dia das corridas e colaborou estreitamente com a equipe de engenharia por dois anos. No início de 2015, foi nomeado chefe de estratégia de corrida da Force India para o início da temporada de Fórmula 1 daquele ano. Mais tarde naquele ano, Singh se transferiu para a McLaren como engenheiro sênior de estratégia.
No início de 2018, foi promovido a chefe do departamento de estratégia da McLaren, onde supervisionava a análise de dados, o desenvolvimento de estratégias e a coordenação com as equipes técnicas. Em 2020, seu portfólio foi ampliado para incluir a supervisão de assuntos esportivos e de ligação com a Federação Internacional de Automobilismo (FIA). Em 2024, Singh assumiu o cargo de diretor de corrida da equipe McLaren, reportando-se diretamente ao chefe da equipe, Andrea Stella.